# Imane Belguenani

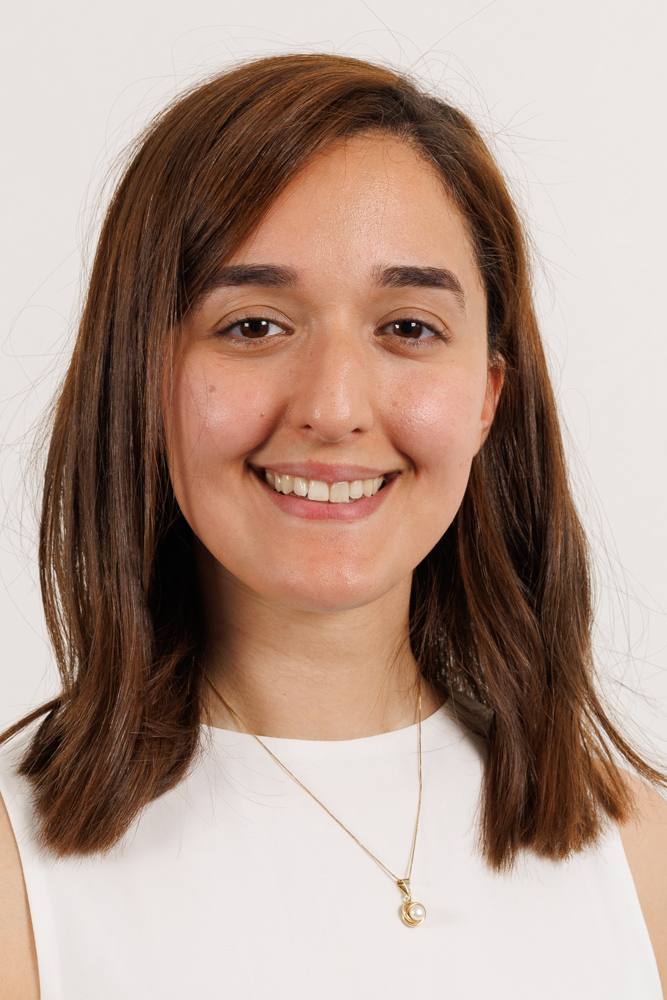
Imane Belguenani

Imane Belguenani (Etterbeek, 16 september 1994) is een Belgisch politica voor de liberale Open Vld.

## Biografie
Belguenani heeft Marokkaanse roots en groeide op in een meertalig gezin. Ze volgde lager en secundair onderwijs in het Nederlandstalig onderwijs in Brussel en studeerde in 2018 af als master in de psychologie aan de Vrije Universiteit Brussel.
Na haar studies ging Belguenani aan de slag bij Open Vld Brussel als fractiemedewerker in het Brussels Hoofdstedelijk Parlement en werd ze zelfstandig psychologe in bijberoep. Van januari 2023 tot juni 2024 was ze raadgever inburgering op het kabinet van de Vlaamse ministers van Binnenlands Bestuur, Bestuurszaken, Integratie en Inburgering Bart Somers en Gwendolyn Rutten. Van 2020 tot 2024 was ze tevens ondervoorzitter van het Brusselse audiovisueel economisch fonds screen.brussels.
Bij de Brusselse gewestverkiezingen van juni 2024 werd Belguenani verkozen in het Brussels Hoofdstedelijk Parlement. Na de installatie van het parlement werd ze er fractieleider voor haar partij.
Bij de gemeenteraadsverkiezingen van oktober 2024 was Imane Belguenani kandidate op de Lijst van de Burgemeester in Schaarbeek, maar ze raakte niet verkozen.